# Вулиця Олефіра Голуба (Корсунь-Шевченківський)
Вулиця Олефіра Голуба — вулиця у місті Корсунь-Шевченківський.

## Історія
За часів радянської окупації вулиця носила назву на честь Миколи Руднєва. 2016 року була перейменована на честь гетьмана нереєстрових козаків Оліфера Голуба.
Вулиця названа на честь Оліфера Голуба не дарма, бо він родом з Корсунщини. Вулиця Олефіра Голуба межує з вулицею Комарова та вулицею Кулишенка.